# Jørgen Buckhøj
Jørgen Buckhøj (10. januar 1935 i Aarhus – 13. april 1994 i København) var en dansk skuespiller og lydbogsindlæser.

## Karriere
Han blev uddannet på Aalborg Teater 1952-1953. Senere fik han engagementer på en række teatre, herunder Aarhus Teater, Det Ny Teater, Aveny Teatret, Scala, Boldhus Teatret og Hvidovre Teater. Han har i teatersammenhæng bl.a. optrådt i Nøddebo Præstegaard, Den kaukasiske kridtcirkel, Frk. Julie, Hr. Puntila, Automobilkirkegården, Bal i den borgerlige, The Boys in the Band og Nonnerne. Han har også medvirket i en række revyer.
På tv så man ham i serien Ka' De li' østers?, men 1978 var nok året, hvor hele landet for alvor lærte Buckhøj at kende, da han optrådte som Mads Andersen-Skjern i Matador. Erik Balling valgte ham til hovedrollen i serien, blandt andet fordi han ønskede en karakter, der som person var helt anderledes end den rolle, han skulle spille. For de 24 afsnit fik han 240.000 kroner (svarende til 900.000 kroner i 2017) eller 10.000 kroner pr. afsnit.
I 1982-1989 var han direktør for Amagerscenen. I 1992 udgav han erindringsbogen "Fra dreng til Matador". I 1993 indlæste han sin erindringsbog som lydbog for AV-forlaget Den Grimme Ælling. Hans sidste optræden på scenen var i forestillingen "Cyrano" på Gladsaxe Teater. Han afgik ved døden efter en af forestillingerne, inden stykket var taget af plakaten.

## Privat
Jørgen Buckhøj var søn af skuespiller Per Buckhøj og skuespillerinde Henny Lindorff. I 1962 giftede han sig med skuespillerkollegaen Christa Rasmusen (1929-2009). Parret fik en søn, journalisten Morten Buckhøj.
Jørgen Buckhøj døde af nyrekræft som 59-årig i 1994. Han er begravet på Mariebjerg Kirkegård. Efter hans død oprettedes Jørgen Buckhøjs Mindelegat, som bl.a. blev givet til skuespilleren Niels Olsen.

## Filmografi i udvalg
Spillefilm
- Adam og Eva (1953) – Adams klassekammerat
- Mod og mandshjerte (1955) – Gæst på danserestaurant
- Gengæld (1955) – hendes søn, Eigil Thomsen
- Bundfald (1957)
- Seksdagesløbet (1958) – rockeren Erik, der opvarter de unge piger
- Soldaterkammerater på vagt (1960) – soldat der siger "Glædelig jul"
- Skibet er ladet med (1960)
- Soldaterkammerater på efterårsmanøvre (1961) – sergent
- Jetpiloter (1961)
- Far til fire med fuld musik (1961)
- Landsbylægen (1961) – fyrmester Bang Jensen
- Sorte Shara (1961)
- Støv for alle pengene (1963) – rundviser på spritfabrikken
- Gudrun (1963)
- Min søsters børn på bryllupsrejse (1967)
- Smukke Arne og Rosa (1967) – judoeksperten Junior
- Historien om Barbara (1967) – Jørgen
- Tænk på et tal (1969) – Kriminalbetjent
- Oktoberdage (1970) – Pastor Nielsen
- Nøglen til Paradis (1970) – Luftkaptajn
- Pas på ryggen, professor (1977) – Anders Gløk-Jensen

Serier
- Ka' De li' østers? (1967) – hushovmester Danielsen
- Huset på Christianshavn (1970-1977) – arkitekt Christensen
- Smuglerne (1970) – toldassistent Holm
- Strandvaskeren (1978) – mand fra varehuset
- Matador (1978-82) – manufakturhandler Mads Skjern
- Ret beset (1978) – Jens Jensen
- Gøngehøvdingen (1992) – præst

## Udvalgte revyer
- Nykøbing F. Revyen 1976
- Cirkusrevyen 1981 1987

## Radiodrama
- Genesis eller I stedet for selvmord – 1988